# (545) Messalina
(545) Messalina ist ein Asteroid des Hauptgürtels, der am 3. Oktober 1904 vom deutschen Astronomen Paul Götz in Heidelberg entdeckt wurde. 
Der Asteroid ist benannt nach der römischen Kaiserin Valeria Messalina.